# Semiothisa fuscaria
Semiothisa fuscaria là một loài bướm đêm trong họ Geometridae.